# Lijst van afleveringen van The Big C
Dit is een lijst van afleveringen van de Amerikaanse televisieserie The Big C.

## Afleveringen

### Seizoen 1
| Nr. | Titel aflevering                    | Uitzenddatum VS   |
| --- | ----------------------------------- | ----------------- |
| 1   | Pilot                               | 16 augustus 2010  |
| 2   | Summer Time                         | 23 augustus 2010  |
| 3   | There’s No C in Team                | 30 augustus 2010  |
| 4   | Playing the Cancer Car              | 13 september 2010 |
| 5   | Blue-Eyed Iris                      | 20 september 2010 |
| 6   | Taking Lumps                        | 27 september 2010 |
| 7   | Two for the Road                    | 4 oktober 2010    |
| 8   | Happy Birthday, Cancer              | 11 oktober 2010   |
| 9   | The Ecstacy and the Agony           | 18 oktober 2010   |
| 10  | Divine Intervention                 | 25 oktober 2010   |
| 11  | New Beginnings                      | 1 november 2010   |
| 12  | Everything That Rises Must Converge | 8 november 2010   |
| 13  | Taking the Plunge                   | 15 november 2010  |

### Seizoen 2
| Nr. | Titel aflevering         | Uitzenddatum VS   |
| --- | ------------------------ | ----------------- |
| 1   | Losing Patients          | 27 juni 2011      |
| 2   | Musical Chairs           | 4 juli 2011       |
| 3   | Sexual Healing           | 11 juli 2011      |
| 4   | Boo!                     | 18 juli 2011      |
| 5   | Cats and Dogs            | 25 juli 2011      |
| 6   | The Little C             | 1 augustus 2011   |
| 7   | Goldilocks and the Bears | 8 augustus 2011   |
| 8   | The Last Thanksgiving    | 15 augustus 2011  |
| 9   | A Little Death           | 22 augustus 2011  |
| 10  | How Do You Feel?         | 29 augustus 2011  |
| 11  | Fight or Flight          | 12 september 2011 |
| 12  | The Darkest Day          | 19 september 2011 |
| 13  | Crossing The Line        | 26 september 2011 |

### Seizoen 3
| Nr. | Titel aflevering   | Uitzenddatum VS |
| --- | ------------------ | --------------- |
| 1   | Thin Ice           | 8 april 2012    |
| 2   | What's Your Story? | 15 april 2012   |
| 3   | Bundle of Joy      | 22 april 2012   |
| 4   | Family Matters     | 29 april 2012   |
| 5   | Face Off           | 6 mei 2012      |
| 6   | Life Rights        | 13 mei 2012     |
| 7   | How Bazaar         | 20 mei 2012     |
| 8   | Killjoy            | 3 juni 2012     |
| 9   | Vaya Con Dios      | 10 juni 2012    |
| 10  | Fly Away           | 17 juni 2012    |

### Seizoen 4
Het vierde en laatste seizoen van de serie telde slechts vier afleveringen.
| Nr. | Titel aflevering           | Uitzenddatum VS |
| --- | -------------------------- | --------------- |
| 1   | Quality of Life            | 29 april 2013   |
| 2   | You Can't Take It with You | 6 mei 2013      |
| 3   | Quality of Death           | 13 mei 2013     |
| 4   | The Finale                 | 20 mei 2013     |